# 隋灭高宝宁之战
隋灭高宝宁之战，隋文帝开皇三年（583年）四月，在隋反击突厥战争中，隋朝行军元帅阴云率军击灭据守和龙（今辽宁朝阳）地区的前北齐营州刺史高宝宁的作战。
高宝宁投靠突厥汗国后，多次联合突厥进犯隋朝边境。隋朝发起反击突厥作战时，隋文帝杨坚命幽州总管阴云统率步骑兵十万出卢龙塞（今河北喜峰口一带）进击高宝宁。高宝宁向突厥求救，突厥正被隋军攻击，不能救援。583年四月十三日，高宝宁放弃和龙，逃往大沙漠以北，和龙诸县全部平定。阴云班师，留开府成道昂率部镇守。后高宝宁又引契丹、靺鞨来攻，成道昂率部苦战多日，方将其击退。阴云为清除后患，悬赏重购高宝宁，又派人离间高宝宁与其亲信赵世摸、王威等。月余，赵世模率众投降，高宝宁逃往契丹，为其部下所杀。隋朝东北边于是被平定。